# Marquesado de Molesina
El Marquesado de Molesina es un título nobiliario español creado el 20 de mayo de 1651 por el rey Felipe IV a favor de Lope Ponce de León y Ursino, Señor de Molesina, en la Sicilia ulterior.
Este título fue rehabilitado en 1924 por el rey Alfonso XIII a favor de Juan José Peche y Valle.

## Marqueses de Molesina
|                                 | Titular                                             | Periodo                |
| Creación por Felipe IV          | Creación por Felipe IV                              | Creación por Felipe IV |
| ------------------------------- | --------------------------------------------------- | ---------------------- |
| I                               | Lope Ponce de León y Ursino                         | 1651-                  |
| Rehabilitación por Alfonso XIII |                                                     |                        |
| II                              | Juan José Peche y Valle                             | 1924-1954              |
| III                             | María Fernanda de Ceballos-Zúñiga y Solís           | 1954-1970              |
| IV                              | María del Carmen Tous de Monsalve y Ceballos-Zúñiga | 1970-actual titular    |

## Historia de los Marqueses de Molesina
- Lope Ponce de León y Ursino, I marqués de Molesina.

Rehabilitado en 1924 por:
- Juan José Peche y Valle (1872-1954), II marqués de Molesina.

1. Casó con María Teresa Laviña y Beranger.
2. Casó con María del Carmen Sánchez-Arjona y Fernández de Velasco. Le sucedió:

- María Fernanda de Ceballos-Zúñiga y Solís, III marquesa de Molesina, V marquesa de San Fernando.

1. Casó con su primo Pedro de Ceballos-Zúñiga y Solís. Sin descendientes.
2. Casó con Pedro Tous de Monsalve y Rodríguez Campomanes. Le sucedió, en 1970, su hija:

- María del Carmen Tous de Monsalve y Ceballos-Zúñiga (n. en 1941), IV marquesa de Molesina.

1. Casó con José Ramón Gómez de Barreda y Otero.